# Agraria de México
El Agraria de México fue un equipo que participó en la Liga Mexicana de Béisbol con sede en la Ciudad de México, México.

## Historia
El Agraria fue uno de los equipos fundadores del circuito, participó únicamente durante una temporada en la Liga Mexicana de Béisbol. El equipo era dirigido por uno de los fundadores, Ernesto Carmona, solamente jugaron 5 juegos de esa primera temporada donde ganaron 2 y perdieron 3. El equipo fue sustituido por el equipo Carmona de México. El siguiente año el equipo desapareció siendo esta la única ocasión en que apareció en el circuito.